# 国際連合安全保障理事会決議176
国際連合安全保障理事会決議176（こくさいれんごうあんぜんほしょうりじかいけつぎ176、英語: United Nations Security Council Resolution 176、UNSCR176）は、1962年10月4日に国際連合安全保障理事会で全会一致で採択された決議である。アルジェリアの国連加盟申請を検討し、同国の加盟承認を総会に勧告した。